# Linyphia leucosternon
Linyphia leucosternon là một loài nhện trong họ Linyphiidae.
Loài này thuộc chi Linyphia. Linyphia leucosternon được miêu tả năm 1841 bởi White.